# Liste der Biografien/Koro
Liste der Biografien |
Portal Biografien |
Personensuche
# |
A |
B |
C |
D |
E |
F |
G |
H |
I |
J |
K |
L |
M |
N |
O |
P |
Q |
R |
S |
T |
U |
V |
W |
X |
Y |
Z |
?
 
Ka |
Kb |
Kc |
Kd |
Ke |
Kf |
Kg |
Kh |
Ki |
Kj |
Kl |
Km |
Kn |
Ko |
Kp |
Kr |
Ks |
Kt |
Ku |
Kv |
Kw |
Ky |
Kx |
Kz
 
Koa |
Kob |
Koc |
Kod |
Koe |
Kof |
Kog |
Koh |
Koi |
Koj |
Kok |
Kol |
Kom |
Kon |
Koo |
Kop |
Kor |
Kos |
Kot |
Kou |
Kov |
Kow |
Kox |
Koy |
Koz
 
Kora |
Korb |
Korc |
Kord |
Kore |
Korf |
Korg |
Korh |
Kori |
Korj |
Kork |
Korl |
Korm |
Korn |
Koro |
Korp |
Korr |
Kors |
Kort |
Koru |
Korv |
Korw |
Kory |
Korz
Die Liste der Biografien führt alle Personen auf, die in der deutschsprachigen Wikipedia einen Artikel haben. Dieses ist eine Teilliste mit 156 Einträgen von Personen, deren Namen mit den Buchstaben „Koro“ beginnt.

## Koro

### Korob
- Korobeinikow, Alexander Feopenowitsch (* 1934), sowjetisch-russischer Geologe und Hochschullehrer
- Korobeinikowa, Larissa Wiktorowna (* 1987), russische Florettfechterin
- Korobejnikow, Oleksij (1978–2014), ukrainischer und russischer Biathlet
- Korobejnikow, Trifon, russischer Reisender und Autor
- Korobizkaja, Marija (* 1990), kirgisische Leichtathletin
- Korobka, Olha (* 1985), ukrainische Gewichtheberin
- Korobka, Sergej (* 1975), ukrainischer Fußballspieler
- Korobkin, Waleri (* 1984), russisch-kasachischer Fußballspieler
- Korobkina, Olga Igorewna (* 1989), russische Skeletonpilotin
- Korobow, Alexander (* 1978), kasachischer Skispringer
- Korobow, Anton (* 1985), ukrainischer Schachspieler und internationaler Schachgroßmeister
- Korobow, German Alexandrowitsch (1913–2006), sowjetischer Waffenkonstrukteur
- Korobow, Igor Walentinowitsch (1956–2018), russischer Generaloberst und Leiter der GRU
- Korobow, Ilja Wladimirowitsch (* 1993), russischer Naturbahnrodler
- Korobow, Iwan Kusmitsch (1700–1747), russischer Architekt des Barock
- Korobow, Matwei Georgijewitsch (* 1983), russischer Amateurboxer
- Korobow, Nikolai Michailowitsch (1917–2004), russischer Mathematiker
- Korobow, Pawel Iwanowitsch (1902–1965), sowjetischer Metallurg
- Korobowa, Darja Sergejewna (* 1989), russische Synchronschwimmerin
- Korobowa, Wiktorija Andrejewna (* 2002), russische Handballspielerin
- Korobtschinskyj, Ihor (* 1969), ukrainischer Kunstturner

### Korod
- Kórodi, András (1922–1986), ungarischer Dirigent
- Korodi, Ludwig (1834–1901), deutscher Lehrer, Abgeordneter im Ungarischen Reichstag
- Korodi, Lutz (1867–1954), Siebenbürger Lehrer und Politiker
- Korodi, Walter (1902–1983), deutscher Journalist, Publizist und politischer Aktivist
- Koroduadua, Severo (* 1960), fidschianischer Rugbyspieler

### Korog
- Köroğlu, Abdülkadir, türkischer Boxer
- Köroğlu, Sarp Can (* 1990), türkischer Schauspieler

### Koroi
- Koroi, Tevita (* 1994), fidschianischer Fußballtorhüter
- Koroibete, Marika (* 1992), fidschianisch-australischer Rugbyspieler
- Koroibos, Olympiasieger

### Korok
- Koroki Mahuta († 1966), sechster König der Māori in Neuseeland
- Kōroki, Shinzō (* 1986), japanischer Fußballspieler
- Koroknai, András (* 1982), ungarischer Pokerspieler
- Koroknai, Máté (* 1993), ungarischer Hürdenläufer
- Koroknay-Palicz, Alex (* 1981), amerikanischer Aktivist für die Rechte der Jugend
- Korokozidi, Elena (* 2003), griechische Tennisspielerin
- Koroku, Reijirō (* 1949), japanischer Komponist

### Korol
- Korol, Adam (* 1974), polnischer Ruderer und Politiker
- Korol, Dieter (* 1951), deutscher Christlicher Archäologe
- Korol, Ilia (* 1969), ukrainisch-österreichischer Violinist
- Korol, Martin (* 1944), deutscher Politiker (SPD, parteilos, BiW), MdBB
- Korol, Petro (1941–2015), sowjetischer Gewichtheber
- Korolec, Marcin (* 1968), polnischer Politiker; Umweltminister
- Korolenko, Psoi (* 1967), russischer Liedermacher, Performancekünstlers und Slawist
- Korolenko, Sofja Wladimirowna (1886–1957), sowjetische Literaturwissenschaftlerin
- Korolenko, Wladimir Galaktionowitsch (1853–1921), russischer SchriftstellerWladimir Galaktionowitsch Korolenko (1853–1921)

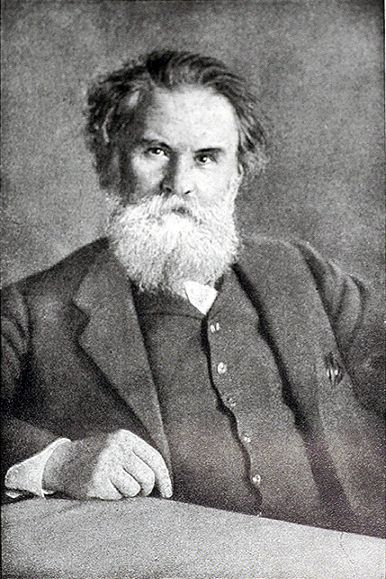
Wladimir Galaktionowitsch Korolenko (1853–1921)

- Koroleva, Ekaterina (* 1987), US-amerikanische Fußballschiedsrichterin
- Korolew, Pawel (* 1968), kasachischer Skilangläufer
- Korolewa, Natalena (1888–1966), ukrainische Schriftstellerin, Theaterschauspielerin, Opernsängerin und Kunstkritikerin
- Korolewicz-Waydowa, Janina (1876–1955), polnische Opernsängerin (Sopran) und Gesangspädagogin
- Korolewska, Natalija (* 1975), ukrainische Politikerin
- Korolija, Mirko (1886–1934), jugoslawischer Schriftsteller und Politiker
- Koroliov, Sonja (* 1973), nordmazedonische Slawistin
- Koroliovienė, Monika (* 1984), litauische Politikerin
- Koroliw, Wassyl (1879–1941), ukrainischer Schriftsteller, Journalist und politischer Aktivist
- Koroljew, Alexander (* 1982), kasachischer Hochspringer
- Koroljow, Alexei (* 1987), kasachischer Skispringer
- Koroljow, Anton Sergejewitsch (* 1988), russischer Eishockeyspieler
- Koroljow, Boris Danilowitsch (1885–1963), russischer Bildhauer und Grafiker
- Koroljow, Denis Alexandrowitsch (* 1938), russischer Opernsänger (Tenor)
- Koroljow, Igor Borissowitsch (1970–2011), russischer Eishockeyspieler
- Koroljow, Jewgeni Alexandrowitsch (* 1949), russischer Pianist
- Koroljow, Jewgeni Jewgenjewitsch (* 1988), russisch-kasachischer Tennisspieler
- Koroljow, Jewgeni Stepanowitsch (* 1978), russischer Eishockeyspieler
- Koroljow, Lew Nikolajewitsch (1926–2016), sowjetisch-russischer Informatiker und Hochschullehrer
- Koroljow, Nikolai Fjodorowitsch (1917–1974), sowjetischer Boxer
- Koroljow, Pawel (* 1988), russischer Straßenradrennfahrer
- Koroljow, Sergei Iwanowitsch (1937–2007), russischer Schachspieler und Hochschullehrer
- Koroljow, Sergei Pawlowitsch (1907–1966), sowjetischer RaketenkonstrukteurSergei Pawlowitsch Koroljow (1907–1966)

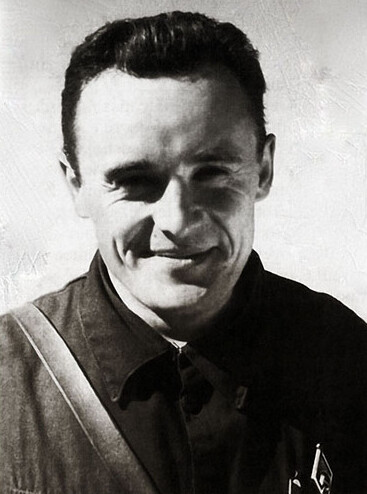
Sergei Pawlowitsch Koroljow (1907–1966)

- Koroljow, Wladimir Iwanowitsch (* 1955), russischer Admiral und Oberkommandierender der Russischen Seekriegsflotte
- Koroljowa, Jekaterina Alexandrowna (1998–2019), russische Handballspielerin
- Koroljowa, Jelena Georgijewna (1937–2008), sowjetische Schauspielerin
- Koroljowa, Jelena Wladimirowna (* 1973), russische Freestyle-Skierin
- Koroljowa, Lidija Georgijewna (1917–1999), sowjetische bzw. russische Theater- und Filmschauspielerin sowie Synchronsprecherin
- Koroljowa, Marionella Wladimirowna (1922–1942), sowjetische Filmschauspielerin, Sanitäterin im Großen Vaterländischen Krieg
- Koroljowa, Natascha (* 1973), russische Sängerin, Filmschauspielerin und Kochbuchautorin ukrainischer Abstammung
- Koroljowa, Olga Jurjewna (* 1979), russische Freestyle-Skierin
- Koroljowa, Oxana Igorewna (* 1984), russische Handballspielerin
- Koroljuk, Alexander Iwanowitsch (* 1976), russischer Eishockeyspieler
- Korolkewitsch, Anatoli Wikentjewitsch (1901–1977), sowjetischer Theater- und Filmschauspieler
- Korolkow, Jewgeni Wiktorowitsch (1930–2014), sowjetischer Turner
- Korolkow, Wladimir Alexandrowitsch (1907–1987), russischer Studienkomponist
- Koroll, Cliff (* 1946), kanadischer Eishockeyspieler und -trainer
- Koroll, Lisa-Marie (* 1997), deutsche SchauspielerinLisa-Marie Koroll (* 1997)

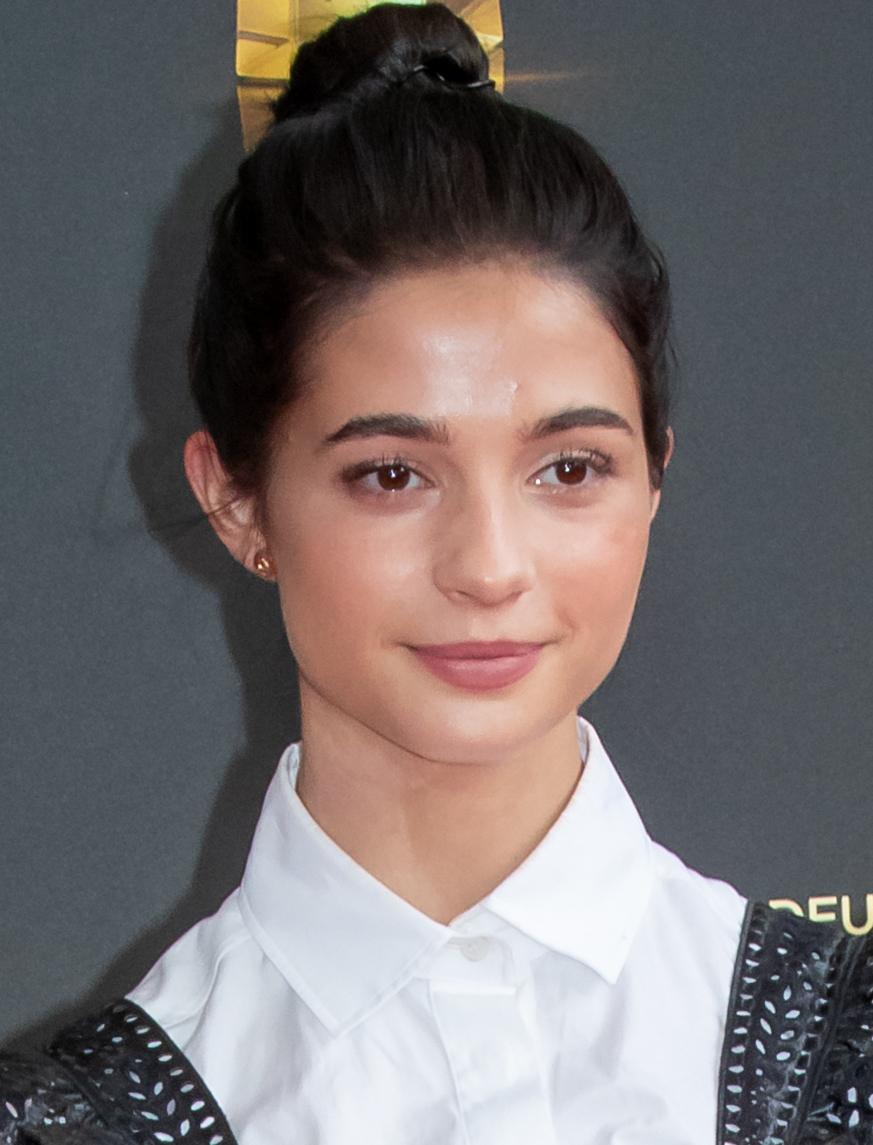
Lisa-Marie Koroll (* 1997)

### Korom
- Korom, Ferenc (* 1964), ungarischer Offizier des Heeres und (seit 2018) Befehlshaber der ungarischen Streitkräfte im Dienstgrad eines Generals
- Korom, Mihály (1927–1993), ungarischer kommunistischer Politiker, Mitglied des Parlaments
- Koroma, Abdul Gadrie (* 1943), sierra-leonischer Jurist und Richter am Internationalen Gerichtshof
- Koroma, Bob John Hassan (* 1971), sierra-leonischer Geistlicher, römisch-katholischer Bischof von Makeni
- Koroma, Ernest (* 1953), sierra-leonischer Politiker (All People’s Congress)
- Koroma, Johnny Paul (* 1960), sierra-leonischer Staatschef (1997–1998)
- Koroma, Omar (* 1989), gambischer Fußballspieler
- Koroma, Patrick Daniel (1950–2018), sierra-leonischer Geistlicher, römisch-katholischer Bischof von Kenema
- Koroma, Sorie Ibrahim (1930–1994), sierra-leonischer Politiker
- Koroman, Ognjen (* 1978), serbischer Fußballspieler
- Korompay, Adolf (1800–1864), österreichischer Baumeister
- Korompay, Giovanni (1904–1988), italienischer Maler des Futurismus
- Korompay, Gustav von (1833–1907), österreichischer Architekt und Maler
- Koromzay, Alix (* 1969), US-amerikanische Schauspielerin

### Koron
- Korona, Kevin (* 1988), deutscher Bobsportler und ehemaliger Leichtathlet
- Korondi, Margit (1932–2022), ungarische Kunstturnerin
- Koroneos, Kosmas (1933–2015), griechischer Schriftsteller, Poet und Dramatiker
- Koroneos, Panagiotis (* 1952), griechischer Basketballspieler und -trainer
- Koronios, Angelos (* 1969), griechischer Basketballspieler
- Koronkiewicz, Patrick (* 1991), deutscher Fußballspieler

### Koror
- Kororia, Shem (* 1972), kenianischer Langstreckenläufer

### Koros
- Korosa, Traude (* 1955), österreichische Autorin
- Koroschetz, Viktor (1934–2011), österreichischer Lehrbuchautor und Professor
- Koroschitz, Werner (* 1961), österreichischer Historiker und Autor
- Korošec, Anton (1872–1940), jugoslawischer Politiker, Premierminister des Königreichs der Serben, Kroaten und Slowenen
- Korosec, Ingrid (* 1940), österreichische Politikerin (ÖVP), Landtagsabgeordnete, Abgeordnete zum Nationalrat
- Korošec, Kaja (* 2001), slowenische Fußballspielerin
- Korošec, Viktor (1899–1985), jugoslawischer Rechtshistoriker
- Körösi, Albin (1860–1936), ungarischer Romanist, Hispanist, Katalanist, Übersetzer und Literaturwissenschaftler
- Kőrösi, Csaba (* 1958), ungarischer Diplomat
- Körösi, Josef (1811–1868), österreichischer Industrieller
- Körösi, Rudolf (* 1938), österreichischer Kameramann
- Korosidou, Iliana (* 1995), griechische Hammerwerferin
- Kőrössy, János (1926–2013), rumänischer Jazz-Musiker
- Korosteljow, Pawel Wladimirowitsch (* 1978), russischer Biathlet und Langläufer
- Korosteljowa, Natalja Sergejewna (* 1981), russische Skilangläuferin
- Korostin, Sergei Anatoljewitsch (* 1989), russischer Eishockeyspieler
- Korostowzew, Michail Alexandrowitsch (1900–1980), russischer Ägyptologe
- Korostyschewskaja, Oxana Witaljewna (* 1973), russische Schauspielerin
- Korostyschewski, Maxim Pawlowitsch (* 1968), russischer Filmregisseur und Filmproduzent

### Korot
- Korot, Beryl (* 1945), US-amerikanische Videokünstlerin
- Korotajew, Andrei Witaljewitsch (* 1961), russischer Orientalist, Anthropologe, Historiker und Ökonom
- Korotajew, Oleg Georgijewitsch (1949–1994), sowjetischer Boxer
- Korotejew, Konstantin Apollonowitsch (1901–1953), sowjetischer General
- Korotejew, Wiktor Alexejewitsch (1937–2021), russischer Geologe, Vulkanologe und Hochschullehrer
- Korotejewa, Marija Michailowna (* 1981), russische Hürdenläuferin
- Korotenko, Valeriya (* 1984), aserbaidschanische Volleyballspielerin
- Korotin, Artjom Andrejewitsch (* 1978), russisch-israelischer Eishockeyspieler
- Korotin, Ilse (* 1957), österreichische Philosophin und Soziologin (Frauenbiografieforschung, Wissenschaftsgeschichte, Nationalsozialismus)
- Korotitsch, Witali Alexejewitsch (* 1936), sowjetischer bzw. russischer und ukrainischer Schriftsteller und Journalist
- Korotkow, Alexander Michailowitsch (1909–1961), Generalmajor des sowjetischen Auslandsnachrichtendienstes Ministerstwo Gosudarstwennoi Besopanosti (MGB), später Komitet Gossudarstwennoj Besopasnosti (KGB)
- Korotkow, Gennadi Petrowitsch (1898–1982), sowjetischer Generalleutnant
- Korotkow, Jegor Wadimowitsch (* 1986), russischer Freestyle-Skisportler
- Korotkow, Jewgeni Alexandrowitsch (* 1987), russischer Eishockeyspieler
- Korotkow, Konstantin (* 1961), sowjetischer Eisschnellläufer
- Korotkow, Nikolai Sergejewitsch (1874–1920), russischer Arzt und ChirurgNikolai Sergejewitsch Korotkow (1874–1920)

Nikolai Sergejewitsch Korotkow (1874–1920)

- Korotkow, Pawel Michailowitsch (1907–1983), russischer Bandyspieler, Eishockeyspieler, -trainer und -funktionär sowie Fußballspieler
- Korotowski, Jewgeni Gennadjewitsch (* 1992), russischer Leichtathlet
- Korottschenko, Demjan (1894–1969), ukrainisch-sowjetischer Politiker
- Korotyschkin, Jewgeni Jewgenjewitsch (* 1983), russischer Schwimmer

### Korow
- Korowaschkow, Alexei Igorewitsch (* 1992), russischer Kanute
- Korowi, Wiwa (* 1948), papua-neuguineischer Politiker
- Korowicka, Janina (* 1954), polnische Eisschnellläuferin und Trainerin
- Korowin, Konstantin Alexejewitsch (1861–1939), russischer Maler, Bühnenbildner und Pädagoge
- Korowin, Michail Kalinnikowitsch (1883–1956), russisch-sowjetischer Geologe und Hochschullehrer
- Korowin, Sergei Alexejewitsch (1858–1908), russischer Maler und Illustrator
- Korowina, Marija Wiktorowna (* 1962), sowjetisch-russische Mathematikerin und Hochschullehrerin
- Korowina, Marina Alexandrowna (* 1984), russische Biathletin und Skilangläuferin
- Korowkin, Nikita Sergejewitsch (* 1983), russischer Eishockeyspieler
- Korowkin, Pawel Petrowitsch (1913–1985), russischer Mathematiker
- Korowkina, Nelli Witaljewna (* 1989), russische Fußballspielerin